# Sulfolano
Sulfolano (também chamado de tetrametileno sulfona, nome sistemático: 2,3,4,5-tetraidrotiofeno-1,1-dióxido) é um líquido claro e incolor, comumente usado na indústria química como um solvente extrativo em destilação ou solvente de reação.  Sulfolano foi originalmente desenvolvido pela Shell Oil Company nos anos 1960 como um solvente para a purificação de butadieno. Sulfolano é um composto organossulfurado aprótico, e é facilmente solúvel em água.